# Helmut Bellingrodt

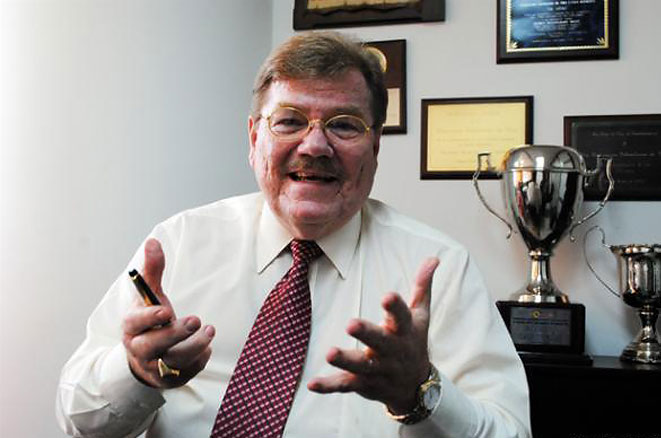
Helmut Bellingrodt (2013)

Helmut Ernesto Bellingrodt Wolff (* 10. Juli 1949 in Barranquilla) ist ein kolumbianischer Sportschütze. Er war der erste zweimalige Medaillengewinner Kolumbiens bei Olympischen Spielen überhaupt.

## Familie
Bellingrodt ist Sohn des Unternehmers Ernesto Antonio Bellingrodt aus Barranquilla und der aus Hamburg stammenden Anneliese Angela Wolff. Er hat drei Geschwister Hanspeter, Helga María und Horst Federico.

## Laufbahn

### Anfänge
Seine ersten Erfahrungen machte er bereits 1959 auf einem Schießplatz der Polizei von Barranquilla. Im selben Jahr nahm er auch an den Nationalen Meisterschaften als Vertreter seines Departments, Atlántico, in der Jugendwertung teil. Er schnitt mit dem letzten Platz sehr schlecht ab. Sein Trainer war zu dieser Zeit sein Vater. 1966 wurde er kolumbianischer Vizemeister, während der Titel an seinen Bruder Hanspeter Bellingrodt ging.
Sein erster internationaler Auftritt war 1969 in der Disziplin Schießen auf Laufende Scheibe aus 50 Meter Entfernung. Wie bei seinem ersten nationalen Auftritt schnitt er hier schlecht ab und erreichte den vorletzten Platz. Im folgenden Jahr war er bei den Weltmeisterschaften in Phoenix mit dem achten Platz erfolgreichster Lateinamerikaner.

### Hochphase
Seinen größten Erfolg verbuchte er bei den Olympischen Sommerspielen 1972 in München, bei denen er als erster kolumbianischer Sportler überhaupt eine Medaille errang. Mit 565 Punkten von 600 Möglichen bei 60 abgeschossenen Scheiben erreichte er die Silbermedaille und musste sich nur Jakiw Schelesnjak geschlagen geben.
Seine erste Goldmedaille gewann er 1974 mehr oder weniger unbeachtet von der kolumbianischen Öffentlichkeit bei den Weltmeisterschaften in Thun. Bei seiner zweiten Olympiateilnahme 1976 in Montreal erreichte er nur den sechsten Platz, konnte aber 1984 in Los Angeles seinen Erfolg von München wiederholen und erlangte ein zweites Mal olympisches Silber, diesmal hinter dem Chinesen Li Yuwei. Ein Jahr zuvor holte er zudem die Goldmedaille bei den Panamerikanischen Spielen 1983 in Caracas.
Von 1995 an verlegte er sich auf die Disziplin Skeet, wo er wiederholt zum Senior Master beim Miami-Cup wurde.